# Dontae' Jones
Dontae' Antijuaine Jones (Nashville, 2 giugno 1975) è un ex cestista statunitense, professionista nella NBA, in Europa, Centroamerica e Asia.

## Carriera
Nonostante l'ineleggibilità accademica ed anche uno strappo ad un tendine del ginocchio durante l'ultimo anno all'high school, Jones decise inizialmente di lasciare il basket e di non continuare nel proprio percorso scolastico. Cambiò poi idea e si iscrisse ad un junior college, iniziando così nel 1993 un biennio presso il Northeast Mississippi Community College dove si impose come miglior realizzatore, rimbalzista e stoppatore della storia della scuola. La sua maglia numero 32 venne inoltre ritirata. Dopo un'estate di studio per ottenere i crediti mancanti ed essere eleggibile, raggiunse l'obiettivo e poté così frequentare nel 1995-1996 la Mississippi State University, aiutandola a vincere a sorpresa per la prima volta il torneo della Southeastern Conference (SEC) di cui venne nominato MVP. In quella stessa stagione, in cui segnò 19,2 punti di media, Jones venne eletto inoltre anche MVP regionale del tabellone della Southeast Regional, in un percorso che portò l'università ad arrivare fino alle final four del torneo NCAA di quell'anno.
Venne selezionato dai New York Knicks al primo giro del Draft NBA 1996 con la 21ª scelta assoluta. La sua annata 1996-1997 fu tuttavia condizionata da un intervento di sostituzione di una vite rotta nel metatarso del suo piede sinistro: quest'operazione, svolta nel giugno 1996, sembrava inizialmente tenerlo fuori causa per 3-6 mesi, ma in realtà non gli permise di giocare neppure una partita in stagione.
Nell'ottobre 1997, prima dell'inizio della NBA 1997-1998, Jones venne girato ai Boston Celtics insieme a Walter McCarty, John Thomas e Scott Brooks, mentre a fare il percorso inverso fu il solo Chris Mills oltre a due future seconde scelte al draft. Le sue 15 presenze collezionate con i biancoverdi in quella stagione (a 2,9 punti di media) furono le uniche da lui disputate nella sua carriera in NBA. Nel 1998-1999 infatti non giocò mai con i Celtics, fino a quando, nel gennaio 1999, venne tagliato. Proseguì la stagione nella lega CBA con i La Crosse Bobcats.
Nel giugno 1999 venne arrestato con l'accusa di essere coinvolto in una sparatoria avvenuta ad aprile fuori da un locale notturno di Nashville. Venne rilasciato su cauzione, mentre le principali accuse contro di lui caddero ad agosto. Continuò a giocare nei La Crosse Bobcats anche nel 1999-2000, mettendo a referto 18,6 punti e 7,9 rimbalzi a partita.
Svolse la preseason della NBA 2000-2001 con i Washington Wizards, salvo poi essere tagliato ad ottobre prima dell'inizio della regular season. Nell'ottobre 2000 fu sul punto di approdare in Serie A1 alla Pallacanestro Cantù per sostituire l'infortunato Jarrett Stephens, ma alla fine decise di rimanere negli Stati Uniti per giocare nella lega ABA.
Dopo una parentesi in Venezuela, nell'ottobre 2001 venne ingaggiato dal Basket Napoli, squadra del campionato di Legadue che lo firmò come sostituto di Ira Bowman, il quale era tornato negli Stati Uniti dopo una sola partita per iniziare una parentesi in NBA. Jones arrivò nel capoluogo partenopeo inizialmente con un contratto temporaneo, ma le sue prestazioni indussero la dirigenza a confermarlo. In una rosa ricca di connazionali (il numero minimo di italiani a referto, in base ai regolamenti dell'epoca, era infatti di soli cinque giocatori), Jones totalizzò 12,4 punti e 7,8 rimbalzi nei 23,7 minuti disputati in media tra regular season e fase ad orologio, mentre ai play-off le sue cifre salirono a 18,9 punti e 11,5 rimbalzi in 34,1 minuti a gara. Proprio ai play-off, Napoli raggiunse le finali promozione contro la dominatrice della regular season, ovvero Reggio Emilia: la serie, molto equilibrata, si protrasse fino alla decisiva gara 5 che venne decisa da una prestazione di assoluto livello dello stesso Jones, che dominò il parquet emiliano con una partita da 34 punti, 14 rimbalzi e 5 palle recuperate, per un 52 di valutazione. I partenopei si aggiudicarono così l'unico posto in palio per salire in Serie A e Jones, amatissimo dal pubblico, venne confermato tanto da divenire l'uomo immagine della campagna abbonamenti. Il 3 dicembre 2002, tuttavia, l'ala statunitense venne sospesa dal giudice sportivo a causa della presenza di metaboliti di THC (principio attivo della cannabis) in un campione di urine prelevato nell'ambito dei controlli antidoping del precedente 2 novembre dopo la vittoria per 76-80 a Pesaro (partita in cui, tra l'altro, egli realizzò 27 punti in soli 21 minuti con 3/5 da due e 7/8 da tre). Arrivò una squalifica di sei mesi che fermò il giocatore fino al 28 maggio, terminando praticamente la sua stagione e la sua esperienza a Napoli.
La sua carrierà proseguì a Porto Rico con i Vaqueros de Bayamón e in Grecia con l'Apollon Patrasso, poi approdò in Corea del Sud dove giocò per tre stagioni ad Anyang, laureandosi nel frattempo anche miglior realizzatore del campionato 2005-2006 con 29,2 punti di media. Nel 2007-2008 vestì la canotta degli Yunnan Bulls in Cina: anche in questo caso, come in un anno in Corea, ebbe la miglior media punti di tutto il torneo (32,3 a partita), ma a dicembre tornò negli Stati Uniti dopo la partita contro lo Shanxi in cui a fine incontro ebbe un alterco con i tifosi avversari a cui lanciò anche una bottiglietta. Nonostante ciò, Jones tornò nel campionato cinese l'anno seguente, disputato con i Beijing Ducks con cui si mantenne sopra i 30 punti di media senza però risultare il top scorer del campionato per media punti come avvenuto, appunto, l'anno precedente. Nel 2009-2010 scese invece in campo nel campionato messicano con gli Halcones Xalapa. 